# Іщенко Ілля Тимофійович
Ілля Тимофійович Іщенко (16 липня 1909, село Ільїнка, тепер Ханкайського району Приморського краю, Російська Федерація — 1986, місто Мінськ, тепер Білорусь) — радянський науковець, декан філологічного факультету Дрогобицького державного педагогічного інституту імені Івана Франка. Кандидат філологічних наук (1953), доцент.

## Біографія
Народився в селянській родині. У 1930 році вступив до Ленінградського індустріально-педагогічного інституту імені Некрасова. З 1932 року продовжив навчання в Ленінградському інституті історії, філософії, літератури і лінгвістики.
У 1936 році закінчив Ленінградський інститут історії, філософії, літератури і лінгвістики.
До 1941 року — на педагогічній роботі.
З 1941 року — в Червоній армії, учасник німецько-радянської війни. Служив червоноармійцем 384-го стрілецького полку 157-ї стрілецької дивізії 44-ї армії РСЧА. Член ВКП(б) з 1945 року.
У 1945—1947 роках — старший викладач Мелітопольського державного педагогічного інституту Запорізької області.
У 1950 році закінчив аспірантуру при Львівському державному університеті імені Івана Франка.
З 1950 року — викладач Вільнюського педагогічного інституту Литовської РСР.
У 1954—1960 роках — старший викладач кафедри російської і зарубіжної літератури Львівського державного педагогічного інституту.
У 1960—1963 роках — старший викладач, доцент кафедри російської і зарубіжної літератури Дрогобицького державного педагогічного інституту імені Івана Франка.
У 1960—1961 роках — декан філологічного факультету Дрогобицького державного педагогічного інституту імені Івана Франка.
У 1963—1975 роках — доцент кафедри російської літератури філологічного факультету Білоруського державного університету імені Леніна в Мінську. Автор книги «Пародії Салтикова-Щедріна» (1973).
З 1975 року — персональний пенсіонер.

## Нагороди
- орден Вітчизняної війни ІІ ст. (6.04.1985)
- медаль «За відвагу»
- медаль «За визволення Праги» (1945)
- медаль «За перемогу над Німеччиною у Великій Вітчизняній війні 1941—1945 рр.» (1945)
- медаль «За трудову відзнаку» (15.09.1961)
- медалі